# Czarnotówka (przełęcz)
Czarnotówka (766 m) – przełęcz w Gorcach, pomiędzy szczytem Czarnotówki (805 m) i bezimiennym wierzchołkiem 780 m. Rejon przełęczy znajduje się na Długiej Polanie. Na przełęczy wybudowano górną stację wyciągu orczykowego Długa Polana. Północne, trawiaste stoki przełęczy opadają do doliny potoku Kowaniec Wielki, południowo-zachodnie, również trawiaste, do dolinki jednego z dopływów potoku Kokoszków.